# Kimberly Rydell
Kimberly Rydell (* 1991 in Tirol) ist eine austroamerikanische Schauspielerin und Sängerin.

## Leben

Kimberly Rydell 2023

Kimberly Rydell schloss 2015 an der Musik und Kunst Privatuniversität der Stadt Wien – MUK ab. Im selben Jahr absolvierte sie ihr Studium für Kriminalpsychologie.
Neben ihrer musikalischen Laufbahn und Theaterproduktionen im Bereich Musical und Sprechtheater ist Rydell auch im Film und Fernsehen tätig. 2020 war sie mit Will Ferrell im Spielfilm Downhill zu sehen.

Bereits als Kind und Jugendliche wirkte Rydell vor allem im musikalischen Unterhaltungstheater bei Produktionen wie Gypsy im Tiroler Landestheater, The Sound of Music in der Volksoper Wien, Les Miserable im Festspielhaus St. Pölten u. a. mit. 2004 war sie Finalistin in der Kinder Casting Show Kiddy Contest. Seit 2018 ist Rydell im österreichischen Sprechtheater aktiv und wirkt bei zahlreichen Produktionen zum Beispiel bei den Festspielen Reichenau, im Theater in der Josefstadt oder im Bronski & Grünberg Theater mit.

## Musik
Unter dem Künstlernamen Rydell brachte sie 2019 ihr Debüt-E.P. Stained Notes heraus, welches sofort internationale Aufmerksamkeit erhielt. Ihr Musikvideo für die Debüt-Single Queens & Kings feierte auf der Medien- und Unterhaltungsplattform Complex seine Premiere.
2023 folgten mit den Singles Friends Like Mine und Loser´s Lament eine Kollaboration mit Jazz-Gitarristen Pale Male a.k.a. Paul Male.
Rydell ist in der österreichischen Jazz-Szene aktiv. 2022 veröffentlichte sie erstmals ihre jazzlastigen Wiener Lieder im Rahmen des Schwimmenden Salon im Thermalbad Vöslau. Sie teilt regelmäßig die Bühne mit Jazz Stammgästen wie Florian Bramböck, Jack Marsina u. a.

## Filmografie
- 2005: Ein Paradies für Tiere
- 2006: Kronprinz Rudolfs letzte Liebe
- 2011: Die lange Welle hinterm Kiel
- 2013: Eisland
- 2018: The Hurdy Gurdy Man
- 2020: Downhill